# Liste der Kulturdenkmale im Concelho Albergaria-a-Velha
In der Liste der Kulturdenkmale im Concelho Albergaria-a-Velha sind alle Kulturdenkmale des portugiesischen Kreises Albergaria-a-Velha aufgeführt.

## Kulturdenkmale nach Freguesia

### Albergaria-a-Velha
|   | Offizielle Bezeichnung         | Beschreibung | Kategorie        | Stufe  | Jahr | Bild |
| - | ------------------------------ | ------------ | ---------------- | ------ | ---- | ---- |
| 1 | Casa de Santo António          |              | Zivilarchitektur | VC-IIP | 1997 |      |
| 2 | Mamoa de Açôres                |              | Bodendenkmal     | IIP    | 1997 |      |
| 3 | ehemaliges Palace-Garage Hotel |              | Zivilarchitektur | VC     | 1999 |      |

### Angeja
|   | Offizielle Bezeichnung | Beschreibung | Kategorie        | Stufe | Jahr | Bild |
| - | ---------------------- | ------------ | ---------------- | ----- | ---- | ---- |
| 4 | Pelourinho de Angeja   |              | Zivilarchitektur | IIP   | 1933 |      |

### Frossos
|   | Offizielle Bezeichnung | Beschreibung | Kategorie        | Stufe | Jahr | Bild |
| - | ---------------------- | ------------ | ---------------- | ----- | ---- | ---- |
| 5 | Pelourinho de Frossos  |              | Zivilarchitektur | IIP   | 1933 |      |

Legende: PM – Welterbe; MN – Monumento Nacional; IIP – Imóvel de Interesse Público; IIM – Imóvel de Interesse Municipal; VC – Klassifizierung läuft